# Hiroaki Tono
Hiroaki Tono (東野弘昭?; Manchukuo, 22 agosto 1939 – 16 giugno 2025) è stato un goista giapponese.

## Biografia
Nato nello stato fantoccio del Manchukuo alla vigilia dello scoppio della seconda guerra mondiale, rientrò quasi subito in patria e crebbe nella prefettura di Ehime. Imparò il Go da bambino e sotto la tutela di Utaro Hashimoto divenne un professionista nel 1951 affiliato alla Kansai Ki-in. Nel 1970 raggiunse il grado di 9º dan.
Nella sua carriera si aggiudicò per una volta la NHK Cup oltre ad altri tornei minori. Pur non essendosi aggiudicato mai uno dei tornei maggiori (le cosiddette sette corone) fu una presenza fissa nelle fasi finali dei tornei.

## Titoli
| Nazionali                     | Nazionali      | Nazionali |
| Tornei                        | Vittorie       | Finalista |
| ----------------------------- | -------------- | --------- |
| NHK Cup                       | 1 (1979)       | 1 (1999)  |
| Kansai Ki-in Primo Posto      | 2 (1987, 1989) |           |
| Campionato della Kansai Ki-in | 1 (1959)       |           |
| Hayago Meijin Est             | 1 (1960)       | 1 (1961)  |
| Totale in carriera            |                |           |
| Totale                        | 5              | 2         |